# Afilias
Afilias Inc. es el operador de registro de los dominios de nivel superior .info, .mobi Y .pro, y proveedor de servicios para operaciones de registro de .org, .asia, .aero, y un proveedor de registro de dominios para países alrededor del mundo, incluyendo .mn (Mongolia), .ag (Antigua y Barbuda), .bz (Belice), .gi (Gibraltar), .in (India), .me (Montenegro), .sc (Islas Seychelles), y .vc (San Vicente y las Granadinas). Afilias también da soporte a otros dominios, incluyendo .sg (Singapur) y .hn (Honduras).

## Historia
Afilias fue formado en septiembre del 2000 por un grupo registradores de dominios por la necesidad de incrementar la competencia en la industria de registro de nombres de Internet. Afilias fue seleccionado por ICANN en noviembre de 2000 para lanzar .info, el primer dominio de nivel superior genérico nuevo apoyado por el Extensible Provisioning Protocol (EPP) y basado en un modelo de registro "grueso". El CEO de Afilias Hal Lubsen contrató a Ram Mohan como el CTO, Roland LaPlante como el CMO y Steven Pack como el Agente de Conformidad para la compañía en 2001.
En enero de 2013, Afilias soporta cerca de 24 millones de dominios, haciéndolo el segundo más grande proveedor de servicios de registro en el mundo.
En febrero de 2010 Afilias adquirió mTLD Top Level Domain Ltd., la organización patrocinadora y operadora de registros para el Ámbito de nivel superior .mobi  (conocido públicamente cuando dotMobi). Mientras dotMobi continúa operando como filial subsidiada, Afilias es ahora el Operador de Registros para el ámbito .mobi .
En noviembre de 2020, se anunció que Afilias fue adquirida por Donuts, el operador de registro de nombres de dominio, que a su vez pasaría a ser controlado mayoritariamente por Ethos Capital en enero de 2021.
Afilias tiene su sede en Horsham, Pensilvania (Estados Unidos), y cuenta con oficinas de ingeniería y operaciones en Toronto (Canadá), Dublín (Irlanda), Pekín (China), Melbourne (Australia) y Nueva Delhi (India).

## Dominios
Afilias es un registrador de DNS, y proporciona servicios DNS a los siguientes dominios:

### Operador de registros
- .info
- .mobi
- .pro
- .blue
- .red
- .pink
- .black
- .shiksha
- .kim
- .organic
- .lgbt
- .vote
- .voto
- .green
- .promo
- .poker
- .llc
- .lotto
- .pet
- .bet
- .archi
- .bio
- .ski
- .global

### Proveedor de servicios de registro
- .ac
- .asia
- .aero
- .ag
- .au
- .bz
- .eco
- .gi
- .hn
- .lc
- .ltda
- .me
- .mn
- .ngo
- .ong
- .onl
- .org
- .post
- .pr
- .rich
- .srl
- .sc
- .sh
- .vc
- .vegas